# 創元推理文庫
創元推理文庫（）は、株式会社東京創元社が発行している文庫レーベル。国内・海外のミステリー小説を中心に扱っている。

## 歴史
- 1959年5月：創刊[2]
- 1961年：「創元推理コーナー」創刊
- 1963年：SF部門創設（現在の創元SF文庫）
- 1965年：『火星のプリンセス』刊行
- 1969年：怪奇と冒険小説部門創設
- 1970年代中頃：旧著者番号スタート
- 1983年5月、投込付録「紙魚の手帖」創刊（41号・1988年5月まで）
- 1984年5月：「YELLOW BOOKS」創刊
- 1985年：スーパーアドベンチャーゲーム創刊
- 1989年：「創元ノヴェルズ」創刊
- 1991年：SF部門が「創元SF文庫」と名称変更
- 1995年：「創元ライブラリ」創刊
- 2002年：「創元コンテンポラリ」創刊

## 代表的な収録作家

### 海外ミステリ
- ウィリアム・アイリッシュ (コーネル・ウールリッチ)
- アイザック・アシモフ[注釈 1]
- カトリーヌ・アルレー
- S・S・ヴァン・ダイン
- ジェラール・ド・ヴィリエ (プリンス・マルコ・シリーズ)
- R・D・ウィングフィールド
- ジョン・ディクスン・カー／カーター・ディクスン
- エラリー・クイーン
- アガサ・クリスティ
- F・W・クロフツ
- フェイ・ケラーマン
- ドロシー・L・セイヤーズ
- ハドリー・チェイス
- G・K・チェスタトン
- ジル・チャーチル
- アーサー・コナン・ドイル[注釈 2]
- アントニイ・バークリー
- フレドリック・ブラウン[注釈 1]
- イアン・フレミング
- ドン・ペンドルトン (死刑執行人シリーズ)
- エドワード・D・ホック
- マイケル・ボンド
- シャーロット・マクラウド／アリサ・クレイグ
- T・J・マグレガー
- モーリス・ルブラン
- ジョセフ・ローゼンバーガー (デス・マーチャント・シリーズ)

### 国内ミステリ
- 鮎川哲也
- 江戸川乱歩
- 北村薫
- 黒川博行
- 高城高
- 佐々木丸美
- 多岐川恭
- 土屋隆夫
- 天藤真
- 樋口有介

### ホラー&ファンタジイ
- ジョナサン・キャロル
- ダイアナ・ウィン・ジョーンズ
- ロバート・E・ハワード
- H・R・ハガード
- マーヴィン・ピーク
- ロバート・ブロック
- エドガー・アラン・ポオ
- マイケル・ムアコック
- H・P・ラヴクラフト
- ディーン・R・クーンツ

## 著作者番号
初期には著者番号はなく、通し番号の作品番号のみであった。著者番号が通し番号から50音別に変わる際に、作品番号が変更されたものもある。ISBN品番コードは、旧著者番号時の整理番号と対応している。分類は次の通り。番号は旧著者番号。カッコ内は通し番号の作品番号。
| 記号             | ジャンル            | 番号            | 備考 |
| M                | ミステリ            | 100〜 （101〜） | 以前はマークで 「本格推理小説」（横顔マーク） 「警察小説 ハードボイルド」（拳銃マーク） 「サスペンス スリラー」（猫マーク） 「その他の推理小説 法廷、倒叙もの」（時計マーク） に分類されていた |
| F                | ホラー&ファンタジイ | 501〜           | 以前は「怪奇と冒険」部門で、マークは帆船 |
| SF               | SF                  | 601〜 （701〜） | 以前はSFマーク 現在は「創元SF文庫」に名称変更 |
| 「YELLOW BOOKS」 | 「YELLOW BOOKS」    | 900             | 「創元推理文庫」の表記はない |
| G                | ゲームブック        | 901〜           | 以前はユニコーンマーク 現在は刊行されていない。スーパーアドベンチャーゲーム |